# Kraśnik
Kraśnik [ˈkraɕɲik] är en stad i Lublins vojvodskap, Polen, belägen 40 kilometer sydväst om Lublin. Staden hade 34 985 invånare (2016). Kraśnik är känd som skådeplats för slaget vid Kraśnik under första världskriget.